# Le Mesnil (Le Héron)
Le Mesnil is een gehucht in Le Héron in de Franse gemeente Morville-le-Héron in het departement Seine-Maritime. Het gehucht ligt meer dan een kilometer ten noordwesten van het oude dorpscentrum van Le Héron, verder stroomopwaarts aan het riviertje de Héron.
Het gemeentehuis van Le Héron is in Le Mesnil gevestigd.

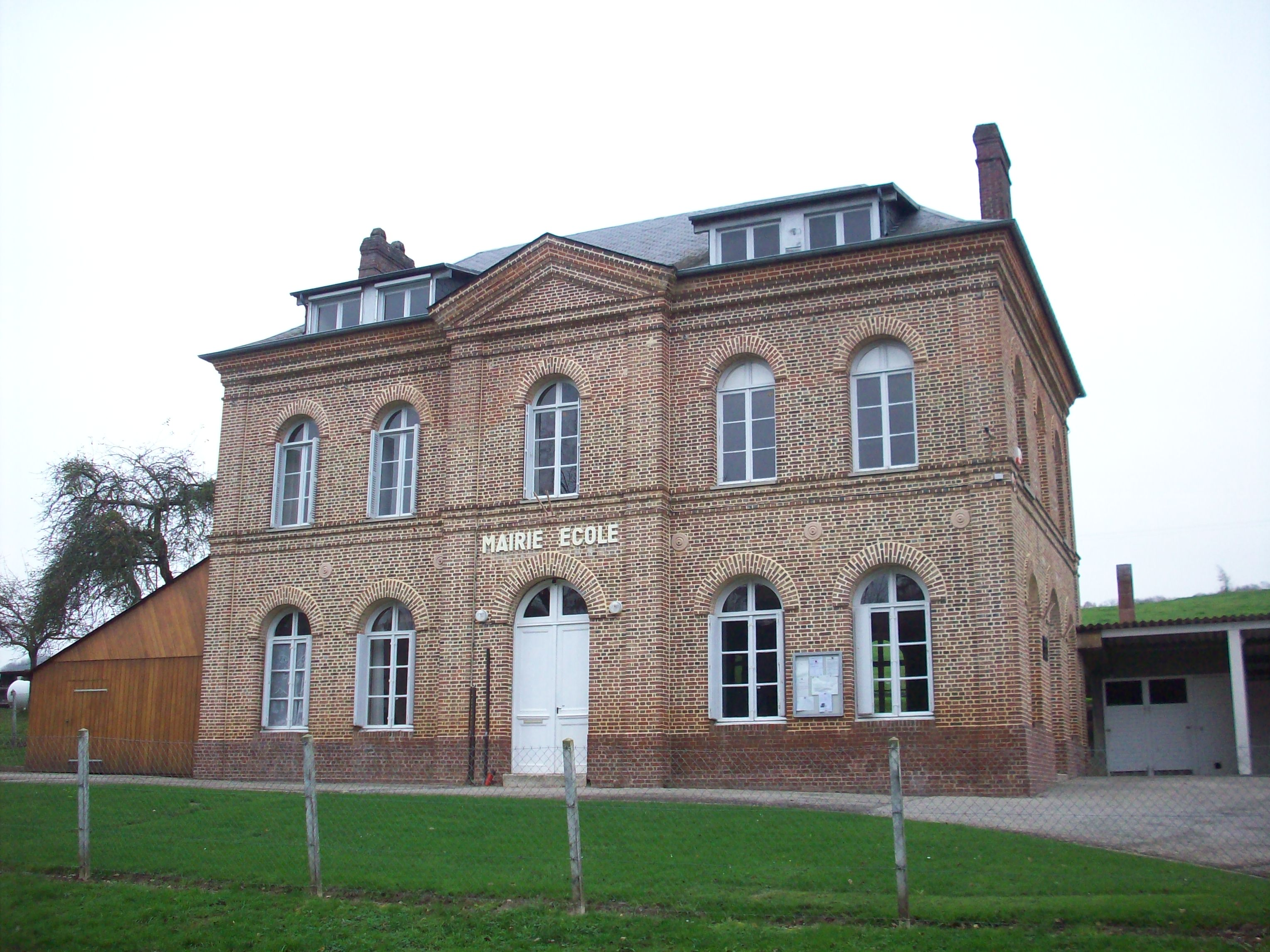
Gemeentehuis van Le Héron

## Geschiedenis
De 18de-eeuwse Cassinikaart toont hier het gehuchtje Mesnil, ten noordwesten van het dorpje Heron. Op het eind van het ancien régime eind 18de eeuw, toen de gemeenten werden gecreëerd, werd Le Mesnil ondergebracht in de gemeente Héron.
Met de fusie van de gemeente Le Héron in Morville-le-Héron in 2025 werd Le Mesnil een deel van deze nieuwe gemeente.
Clanquemeule · Les Hameaux · Le Héron · Le Mesnil · Morville-sur-Andelle · Le Tot